# Prepiella deicoluria
Prepiella deicoluria là một loài bướm đêm thuộc phân họ Arctiinae, họ Erebidae.